# Efecto pizza
En estudios religiosos y sociología, el efecto pizza es el fenómeno por el que elementos de una nación o cultura se transforman o, al menos, se adoptan de forma más integral en otras, y luego se re-importan a su cultura de origen, o la forma en que esta se ha adaptado bajo influencia de (o impuesta por, o importada desde) estas fuentes extranjeras.
Las expresiones similares son "el bucle de retroalimentación hermenéutica", "re-enculturalización", y "auto-orientalización". El término "efecto pizza" fue acuñado por el monje hindú nacido en Austria y profesor de Antropología en la Universidad de Siracusa, Agehananda Bharati, en 1970, basado en su comprensión de la historia de la pizza:
La pizza original fue importada en Nueva York por los emigrantes napolitanos. Después de la Primera Guerra Mundial, un plato altamente elaborado, la pizza estadounidense de muchos tamaños, sabores y colores, hizo su camino de regreso a Italia desde América a través de parientes de visita. Tanto el término como el objeto han adquirido un nuevo significado y un nuevo estatus, así como muchos nuevos sabores en su país de su origen, no solo en el sur, sino a lo largo y ancho de toda Italia.

## Ejemplos
Los ejemplos originales dados por Agehananda Bharati tuvieron que ver, principalmente, con popularidad y estatus:
- La trilogía de películas de Apu de Satyajit Ray, que fracasaron en la India antes de recibir premios en países occidentales, fueron revaluadas como clásicos del cine indio[5]
- La popularidad en la India de movimientos como los de Maharishi Mahesh Yogi e ISKCON basaron su popularidad en la de Occidente[5]
- La popularidad del yoga postural en India, varios gurús, y otros sistemas y enseñanzas indios siguiendo su popularidad en Occidente[6]
- El estatus elevado del Bhagavad Gita en el hinduismo, donde, aunque siempre fue muy apreciado, ganó su protagonismo actual sólo después de los intentos occidentales de identificar una única «Biblia hinduista».[4]

El analista Mark Sedgwick escribió que el terrorismo islamista, y, específicamente, el bombardeo suicida, puede ser visto como ejemplos, empezando como interpretaciones aisladas del concepto de shahid, o martirio, siendo luego reutilizado en el mundo musulmán mayor.
El desfile del Día de Muertos en Ciudad de México fue inspirado por un evento de la película Spectre de James Bond, que era ficticio cuando se produjo la película.
Los fundadores de la Sociedad Teosófica, Helena Blavatsky y Henry Steel Olcott, fueron influenciados por las religiones orientales, y luego ubicaron su sede en Adyar, Chennai, desde donde propagaron sus puntos de vista dentro de India.
Del mismo modo, el budismo moderno o "el budismo progresista" fue desarrollado por occidentales que, según el investigador Stephen Jenkins, "lo confundieron como un producto indígena de Sri Lanka", y a su vez influenciaron al budista de Sri Lanka Anagarika Dharmapala, quien, junto con la Sociedad Teosófica, fue fundamental para difundir el budismo tanto en India como en Occidente.
Según la académica Kim Knott, Mahatma Gandhi "no estaba muy interesado en la religión hasta que fue a Londres para estudiar derecho, donde estudió el Bhagavad Gita en inglés en la traducción de Sir Edwin Arnold, y esto influenció profundamente su perspectiva espiritual."
La influencia de las traducciones por parte de la británica Sociedad de Textos Pali en el budismo del Sur asiático.
El pensamiento religioso de Ibn Rushd (Averroes), que fue retomado por europeos del siglo XIX, como Ernest Renan, y así recuperó popularidad durante el Nahda, el renacimiento islámico.
El pollo tikka masala, un plato creado en Gran Bretaña, basado en la cocina India, que luego se hizo popular en la India.
Teppanyaki, un estilo culinario japonés de influencia occidental, popular en Estados Unidos.
Música salsa: las primeras bandas de salsa fueron, principalmente, puertorriqueños que se trasladaron a Nueva York en la década de 1930.
El Día de San Patricio, y los desfiles asociados con él, fueron celebrados por primera vez por los irlandeses estadounidenses; de hecho, Dublín no celebró un desfile por el Día de San Patricio hasta 1931. El renacimiento de la música tradicional irlandesa de los años 60-70 comenzó parcialmente en América. El leprechaun es una figura menor en la mitología y folklore irlandés; fueron popularizados por los irlandeses americanos y en Irlanda, sólo se ven en contextos turísticos como en tiendas de recuerdos y en el National Leprechaun Museum.
Haoqiu zhuan, una novela china. James St. André, autor de "Modern Translation Theory and Past Translation Practice: European Translations of the Haoqiu zhuan", escribió que en China la novela originalmente era "considerada ficción de segunda categoría y estaba en peligro de ser completamente olvidada con los cambios en el gusto literario a principios del siglo XX". Afirmó que el hecho de que hubiera habido interés en traducir la novela al inglés "dio vida y fama" a Haoqiu zhuan, por lo que afectó a su prestigio en China.
La creación de linternas a partir de nabos era una costumbre de Halloween en Irlanda y algunas partes de Gran Bretaña. Los inmigrantes irlandeses llevaron esta tradición con ellos a los Estados Unidos, y la adaptaron para usar calabazas nativas en lugar de nabos. Con el tiempo, las calabazas llegaron a ser utilizadas en lugar de nabos para crear calabazas de Halloween en Irlanda y Gran Bretaña.

## Crítica
El académico David Miller escribió que los occidentales eran responsables de "...el interés renovado en los cuatro Vedas y los Upanishads, como textos en sí mismos, aparte del interminable número de comentarios que han sido escritos por los indios para interpretar y sistematizar los textos", ya que debido a este interés, "los académicos indios también han servido ese menú, a menudo de una manera menos suculenta que sus contrapartes occidentales. Al hacerlo, han perdido la fuerza vital o esencia de las tradiciones éticas indias."

## Variantes
El investigador Jørn Borup escribió acerca de un "efecto de pizza invertido", cuando la modificación de una cultura por parte de otra sociedad se vuelve más profunda por esa misma sociedad, como cuando los filósofos europeos incluyendo Martin Heidegger "parecen inspirarse significativamente en el pensamiento Oriental - un pensamiento Oriental que se presenta a través de ojos "protestantes" u "occidentales". Esta transformación, naturalmente, no es un fenómeno exclusivo de estudios religiosos, donde interpretaciones, re-interpretaciones e invenciones se ven como características comunes de la religión."
Stephen Jenkins señaló que el fenómeno de retroalimentación podría continuar; en el caso de pizza, escribió que el regreso de la pizza a Italia volvió a influir en la cocina estadounidense: "...los millones de turistas estadounidenses amantes de la pizza, al ir a Italia, buscaban la auténtica pizza italiana. Los italianos, en respuesta a esta demanda, desarrollaron pizzerías para satisfacer las expectativas estadounidenses. Encantados con su descubrimiento de la pizza "auténtica" italiana, los estadounidenses desarrollaron más adelante cadenas de "auténticas" pizzerías italianas con horno de leña. Por lo tanto, los estadounidenses encontraron su propio reflejo en el otro y estuvieron encantados."
Jim Douglas, familiarizado con la tesis de Bharati, la aplicó al blues originario de Estados Unidos antes de 1960. La música de Robert Johnson, Muddy Waters, etc. pasó a Inglaterra, donde fue adoptada por otros músicos (especialmente hombres blancos tocando guitarras eléctricas). Entonces, este blues reeditado volvió a los EE. UU., introducido por los Rolling Stones, Cream, Led Zeppelin, etc. a finales de la década de 1960, donde fue aceptada por los “baby boomers” (que nunca habían oído hablar de Robert Johnson, etc.). Más adelante, algunos de estos “baby boomers” estadounidenses descubrieron las raíces del blues-rock británico en las grabaciones de los artistas estadounidenses originales.